# Metslawier-zuid
Metslawier-zuid is een gasveld nabij de Nederlandse plaats Ee in de provincie Friesland. Het gasveld is eind 2011 ontdekt door de Nederlandse Aardolie Maatschappij (NAM). Het veld ligt tussen twee andere velden, te weten dat bij Metslawier en dat bij Oostrum. Er wordt geschat dat het veld uit 4 miljard kubieke meter gas bestaat. Daarmee is het het grootste gasveld dat sinds 1995 ontdekt is op het vasteland van Nederland. Het veld is aangeboord op 3932 meter diepte.